# Паразитаксус
Parasitaxus usta (от лат. ustus — опалённый) — единственный вид рода голосеменных паразитических растений Parasitaxus семейства подокарповых. Единственный паразит среди хвойных.

## Описание
Маленькое (чаще всего высотой 25 см), сильно ветвящееся хвойное растение, ведущее паразитический образ жизни, хозяин — фалькатифолиум тиссолистный (Falcatifolium taxoides). Имеет яркую окраску стеблей и листьев. Листочки достигают максимальной длины 2 мм и ширины до 1,5 мм. Распространён в Новой Каледонии. Внесён в Красную книгу МСОП.